# Stiersches Haus

Stiersches Haus, Aufriss

Das Stiersche Haus ist ein denkmalgeschütztes Bürgerhaus in Schwäbisch Hall. Es befindet sich in der den Marktplatz nördlich begrenzenden Häuserzeile und hat die Anschrift Am Markt 10.
Das Gebäude wurde 1738 als barocker Putzbau mit Stuckdekor und Mansarddach für den Geheimrat Johann Stier erbaut. Seit dem 8. Oktober 1925 ist das Haus im Landesverzeichnis der Baudenkmale in Württemberg eingetragen. Vermutlich stand ursprünglich an dieser Stelle ein steinerner Wohnturm, der dem Stadtbrand 1728 zum Opfer viel. Auf einer Inschrift ist zu lesen: „Was Gottes Zorn durch Feuersglut verzehrt 1728. Hat seine reiche Lieb aufs Neue mir beschert 1732.“ Eugen Gradmann nimmt als entwerfenden Baumeister den Architekten des Haller Rathauses an. Das Stiersche Haus zeigt Gradmann zufolge eine stilistische Verwandtschaft zum Corps de Logis des Ludwigsburger Schlosses.